# لباس تولد دمی

«لباس تولد دمی» بر روی جلد ونتی فر، اوت ۱۹۹۲

لباس تولد دمی یک اثر نقاشی از نوع نقاشی بدن ترمپلوی می‌باشد.این اثر به وسیلهٔ نقاش زن نیوزلندی جوآن گر خلق شده‌است. این اثر به وسیلهٔ عکاس زن آمریکایی آنی لیبویتز عکسبرداری و بر روی شماره ماه اوت ۱۹۹۲ مجله ونیتی فر چاپ شده‌است.این عکس به مناسبت یادکرد سالگرد چاپ عکس موفقیت‌برانگیز روی جلد مجله از دمی مور در یک سال گذشته یعنی در اوت ۱۹۹۱ بود، این عکس جنجالی از دمی مور در دوران هفت ماهگی حاملگی او گرفته شده بود و با جمله عکس‌های بیشتری از دمی مور عنوان بندی شده بود. این نقاشی نمونه بارز یک اثر هنری مدرن نقاشی بدن می‌باشد که باعث شد جوآن گر به عنوان یک نقاش، مورد توجه فرهنگ عامه در این سبک نقاشی قرار گیرد.